# Фільонка (столярна деталь)

Фільонки трапецієподібного перерізу, плоскі, плоскі з виступами

Фільо́нка (пол. filunek, filung від нім. Füllung — «наповнення»), тахля (пол. tafla від нім. Tafel) — щиток із тонкої дошки, фанери або іншого матеріалу в каркасі дверей, шафи тощо. Фільонкова конструкція передбачає укріплення щитка з фанери, тонких дощок у рамі з товстіших дощок чи брусів. Завдяки масивній основі конструкція виходить досить міцною, але легшою у порівнянні з панелями із суцільного масиву дерева.
Фільонки можуть бути різної форми: трапецієподібного перерізу, плоскі, плоскі з виступами по краях.

## Джерело
- Фільонка // Тимофієнко В. І. Архітектура і монументальне мистецтво: Терміни та поняття / Академія мистецтв України; Інститут проблем сучасного мистецтва. — К. : Видавництво Інституту проблем сучасного мистецтва, 2002. — 472 с. — ISBN 966-96284-0-7.